# Pietricaggio
Pietricaggio es una comuna    y población de Francia, en la región de Córcega, departamento de Alta Córcega.
Su población en el censo de 1999 era de 54 habitantes.

## Demografía
| 114 | 124 | 117 | 100 | 75 | 54 |
| Para los censos de 1962 a 1999 la población legal corresponde a la población sin duplicidades (Fuente: INSEE [Consultar]) |     |     |     |    |    |